# Prothalpia holmbergi
Prothalpia holmbergi là một loài bọ cánh cứng trong họ Melandryidae. Loài này được Mannerheim miêu tả khoa học năm 1852.